# Sárga selyemmályva
A sárga selyemmályva (Abutilon theophrasti) Ázsiában őshonos, a mályvafélék (Malvaceae) családjába tartozó egyéves növény. Tudományos nevének faji része, a theophrasti az ókori görög filozófus-botanikusnak, Theophrasztosznak állít emléket.

## Megjelenése

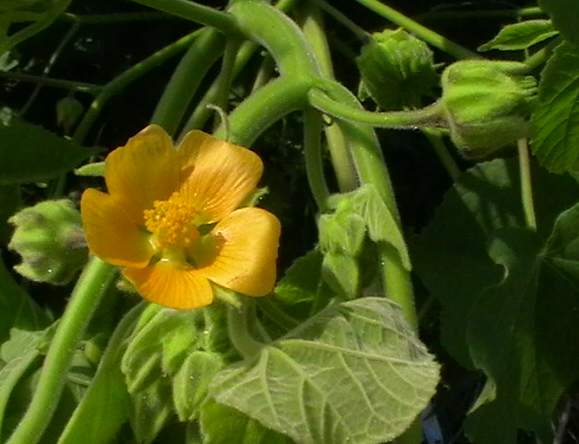
A virágok és a levelei

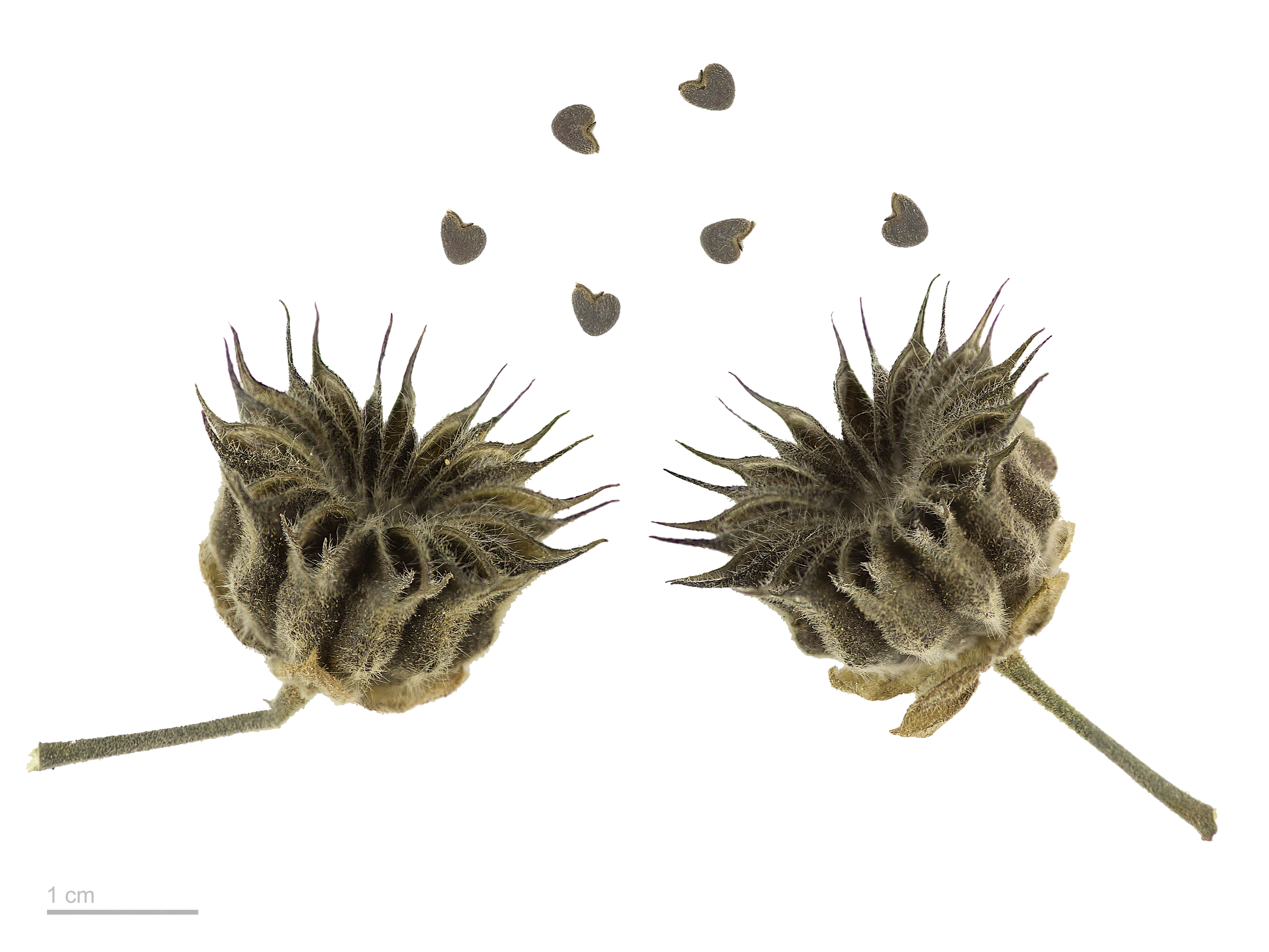
Termései és magvai (toulouse-i múzeum)

Az akár 1 m magasra is megnövő növény 15–25 cm szélességű, szív alakú levelei bársonyos, selymes tapintásúak; innen ered a magyar selyemmályva elnevezés[forrás?]. A 4 cm átmérőjű virágai sárgák vagy narancssárgák. Gomb alakú toktermései hosszanti irányban nyílnak fel.
A selyemmályva elsősorban szántóföldi gyomnövény, főként kukoricaültetvényekben nő, de megtalálható utak mentén és kertekben is, hiszen a tápanyagban gazdag, megművelt talajokat kedveli.

## Felhasználása
A selyemmályvát Kínában már i.e. 2000-ben termesztették erős, a jutához hasonló rostjaiért. A levelek megpirítva vagy omlettben is fogyaszthatók. A növény maabulha néven ismert a Maldív-szigeteken, ahol a levelét olyan tradicionális maldív ételek elkészítéséhez is használják, mint a mas huni: az apróra vágott leveleket reszelt kókuszdióval és maldív hallal összekeverve tálalják. A magokat Kínában és Kasmírban fogyasztják.

## Invazív faj
Az Egyesült Államok középnyugati, valamint északkeleti régióiban, Kelet-Kanadában, valamint a Földközi-tenger keleti részén szántóföldi növényekre (különösen a kukoricára és a szójababra) káros gyomként tartják számon.
Miután a 18. században Észak-Amerikába is behurcolták, a selyemmályva hamarosan invazív fajjá vált az USA keleti és középnyugati szántóföldi területein. Ez a kukoricát leginkább károsító gyomnövények egyike, kordában tartására és irtására több százmillió dollárt költenek évente, mivel nem kontrollálva akár 34%-kal is csökkentheti a terméshozamot. A selyemmályva kártétele abban áll, hogy elszívja a környező haszonnövényektől a vizet és a tápanyagot. A növény gyomirtókkal (herbicidekkel) irtható.

## Fordítás
- Ez a szócikk részben vagy egészben  az   Abutilon theophrasti című angol Wikipédia-szócikk ezen változatának fordításán alapul.  Az eredeti cikk szerkesztőit annak laptörténete sorolja fel. Ez a jelzés csupán a megfogalmazás eredetét és a szerzői jogokat jelzi, nem szolgál a cikkben szereplő információk forrásmegjelöléseként.